# Francisco Furquim Werneck de Almeida
Francisco Furquim Werneck de Almeida (Vassouras, 29 de setembro de 1846 — Petrópolis, 18 de fevereiro de 1908) foi um médico e político brasileiro.
Filho do dr. Francisco de Assis Furquim de Almeida e de Mariana Isabel de Lacerda Werneck, era neto materno da baronesa e do Barão de Pati do Alferes. Casou com sua prima Hortense Josefina Teixeira de Almeida, filha do Dr. José Caetano Furquim de Almeida e de Francisca Gabriela Teixeira Leite, neta dos Barões de Itambé.
Bacharel em Letras pelo Colégio Pedro II no Rio de Janeiro. Doutor em 1869 pela Faculdade de Medicina do Rio de Janeiro. Completou seus estudos em Viena, especializando-se em ginecologia. Foi o introdutor da operação Cesariana no Brasil.
Durante a Guerra do Paraguai, ainda estudante de Medicina, integrou o Batalhão Acadêmico.
Parteiro de nomeada, foi médico da Princesa Isabel, membro da Academia Nacional de Medicina e condecorado com a Imperial Ordem da Rosa. Juntamente com Lucas Antônio de Oliveira Cata Preta e João Marinho de Azevedo foi proprietário e fundador da Casa de Saúde Marinho, Cata Preta & Werneck, situada na Rua Fresca (proximidades da atual Praça XV, no Rio de Janeiro).
Republicano, eleito deputado federal, integrou a primeira Assembleia Nacional Constituinte. Nomeado no governo Prudente de Morais, foi prefeito do então Distrito Federal, de 1895 a 1897. Exímio atirador foi campeão do Concurso Mundial de Tiro em 1904 em Buenos Aires, Argentina.
Residiu, quando prefeito, na Ilha de Paquetá, onde a principal rua tem o nome em sua homenagem. Originalmente, quando do arruamento inicial do bairro de Copacabana, a atual rua Xavier da Silveira, chamou-se também Furquim Werneck. Faleceu subitamente de um ataque apoplético, em sua residência no antigo quarteirão Morin, na cidade de Petrópolis.

## Obras
- These apresentada: Do uso do tabaco e de sua influência sobre o organismo; Exploração e remoção de corpos estranhos, suas vantagens e inconvenientes;Diagnostico, marcha e tratamento do rheumatismo visceral; Dialyse de Grahan. Rio de Janeiro, 1869.
- Questão medico-legal. Defloramento; documentos officiais e sua analyse. Rio de Janeiro. 1878.
- Propaganda Republicana - Manifesto dirigido ao eleitorado do 1º Distrito da Corte pelo Dr. Francisco Furquim Werneck de Almeida. Rio de Janeiro. 1889